# Amance (rivier)
De Amance is een rivier in Frankrijk met een lengte van 46,3 km die nabij Jussey uitmondt in de Saône.
Het debiet bedraagt 4,5 m³/s. Het stroomgebied heeft een oppervlakte van 430 km².
- Bibliothèque nationale de France: cb13621469b (data)
- Système universitaire de documentation: 034273867
- Virtual International Authority File: 409145424559586830909